# 安芸旭雅士
安芸旭 雅士（あきあさひ まさし、1964年6月11日 - ）は、広島県府中市出身の元大相撲力士、大島部屋所属、得意は寄り・右上手投げ、本名は皿海 雅士（さらがい まさし）、血液型はO型。

## 略歴
高校卒業直後の1983年3月場所に蔵前国技館で初土俵。28歳だった1992年9月場所では、隆尾崎（後の関脇・隆乃若）に勝つなど好調で6勝1敗の好成績を修め、翌11月場所では力士人生の最高位となる序二段18枚目に在位した。
しかし以降は頚椎損傷など負傷が多く、序二段中位から序ノ口に在位することが多かった。部屋では長くちゃんこ長を務め、稽古見学者からの評判も良かった。40歳10か月まで現役を続けて、2005年3月場所限りで引退し、千秋楽打ち上げパーティで断髪式を行った。
引退後は大島部屋のマネージャーを務め、2006年9月には東京都渋谷区笹塚で料理店「素材屋ごっちゃん」を開業した。
2010年に同店を閉業後は、以前から顔なじみだったとする三重県津市の津新町駅前のちゃんこ料理店「力士料理金鍋」で勤務した。

## 主な成績
- 通算成績:394勝524敗13休（134場所）

幕下以下通算敗数は史上1位(当時)

## 改名歴
- 皿海 雅士（さらがい まさし）1983年3月場所
- 安芸旭 雅士（あきあさひ まさし）1983年5月場所~2005年5月場所（引退）